# Claustre del Mas del Vent
El claustre del Mas del Vent és un conjunt arquitectònic historicista neoromànic, datat de principi del segle xx, que es troba dins del Mas del Vent, una finca privada del municipi de Palamós (Baix Empordà) des de 1959.
El redescobriment del claustre va sortir a la premsa al juny de 2012 gràcies a la recerca de Gerardo Boto Varela, investigador del Departament d'Història i Història de l'Art de la Universitat de Girona, que el va datar suposadament del segle xii i el va considerar procedent de Castella, tot i que diversos documents anteriors ja tenien constància de la seva existència. En el moment del redescobriment estava mancat de qualsevol catalogació o protecció; el 26 de setembre de 2013 la Generalitat de Catalunya va sol·licitar iniciar l'expedient de declaració de bé cultural d'interès nacional, en la categoria de monument històric. Després del darrer informe sobre l'autenticitat del claustre aprovat per part del Consell Assessor del Patrimoni Cultural es va arxivar la protecció del claustre com a BCIN i la conservació del claustre va passar a mans de l'Ajuntament de Palamós.

## Descripció

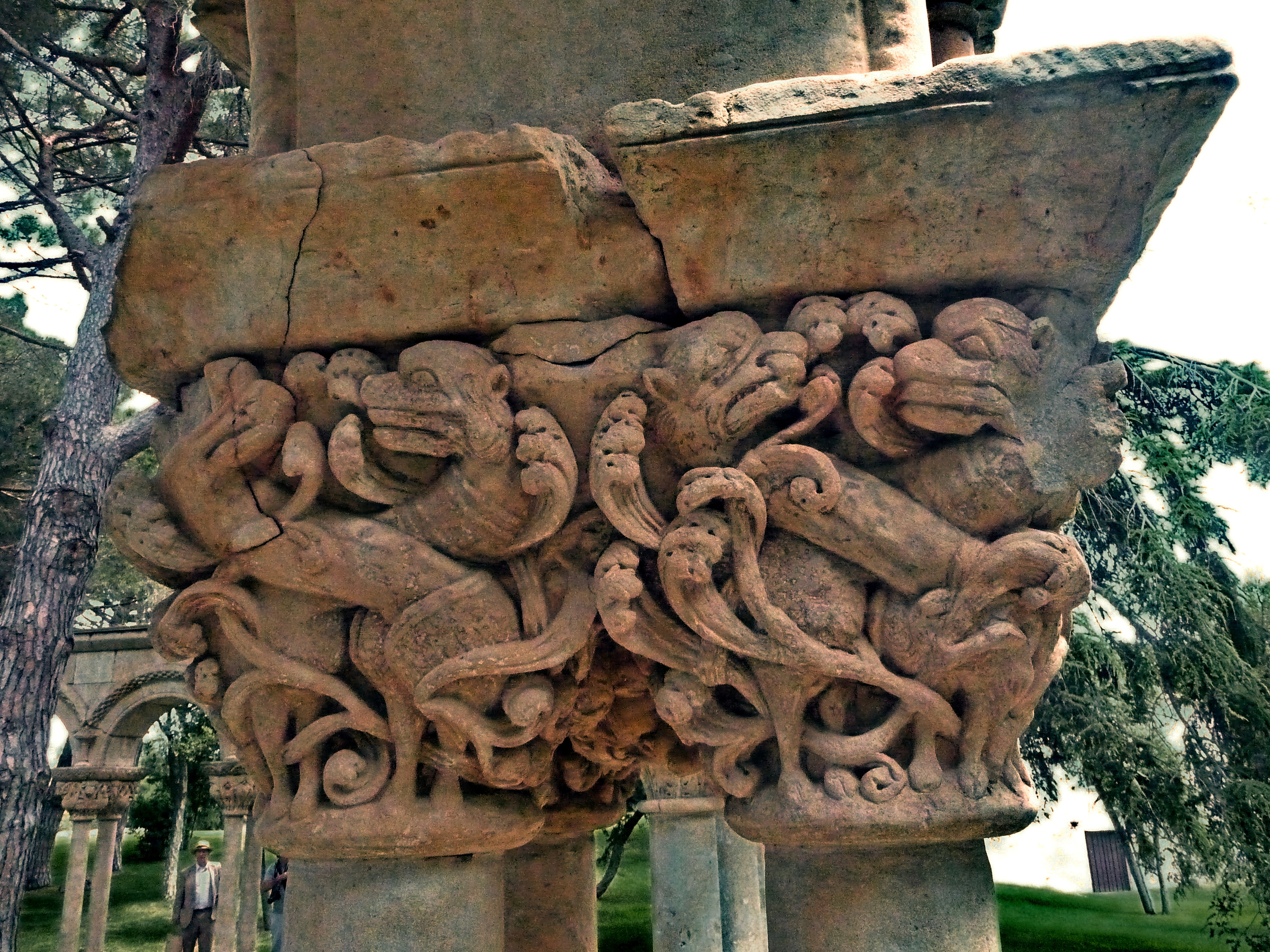
Detall d'un capitell del claustre

El Claustre del Mas del Vent, segons l'historiador de l'art Gerardo Boto, és d'enormes proporcions, segons el seu càlcul:
- Els capitells superen les mides de qualsevol altre conjunt conegut i els arcs fan 3,21 metres des del fust a la clau.[10] Alguns capitells mostren figures humanes i gran nombre d'elements vegetals i animals, sobretot aus, lleons i senglars i monstres, tot i que no hi ha cap motiu religiós.[2][5]
- Les galeries fan 23,8 i 23,9 metres de llargada. Dues en presenten deu arcs sobre columnes i capitells dobles, excepte la del mig, que és quàdruple. De les altres dues galeries que acabarien de tancar el claustre de 44 capitells, no se'n conserven columnes ni arcs i els capitells reposen directament sobre les bases.[11]
- La llum del cimaci és d'1,47 metres i la separació entre els fusts fa 1,78 metres.[9]

Segons l'últim informe presentat a la Generalitat pel catedràtic Eduard Carbonell, entre altres arguments, expressa que la decoració tallada dels capitells va ser inspirada al primer període del monestir de Santo Domingo de Silos, però mesclada amb influències del romànic de l'Alvèrnia i del pòrtic de la Glòria de la catedral de Santiago; de vegades es confonen les reproduccions de motius ornamentals amb els membres de cossos d'animals. Les mides de les pedres dels capitells corresponen a les utilitzades modernament a la pedrera de Villamayor.
Es va esculpir, segons geòlegs de l'Institut del Patrimoni Cultural d'Espanya, amb pedra de Villamayor —un municipi de la província de Salamanca—, també segons Àlex Massalles, restaurador d'art del MNAC, la talla i textura que presenten els capitells no són medievals i l'arquitecte José Miguel Merino de Cáceres va dir que es va emprar el sistema mètric decimal i no el peu capitoli, com s'havia informat en anteriors estudis, a més a més no té sortida al jardí central —pròpia de tots els claustres monàstics—, el banc «és massa baix» per bé que aquesta una peça «estava feta per seure».
Envoltat de pins, oliveres i garrofers, té un petit teulat de ferro que el protegeix de la humitat.

## Història

### Origen hipotètic

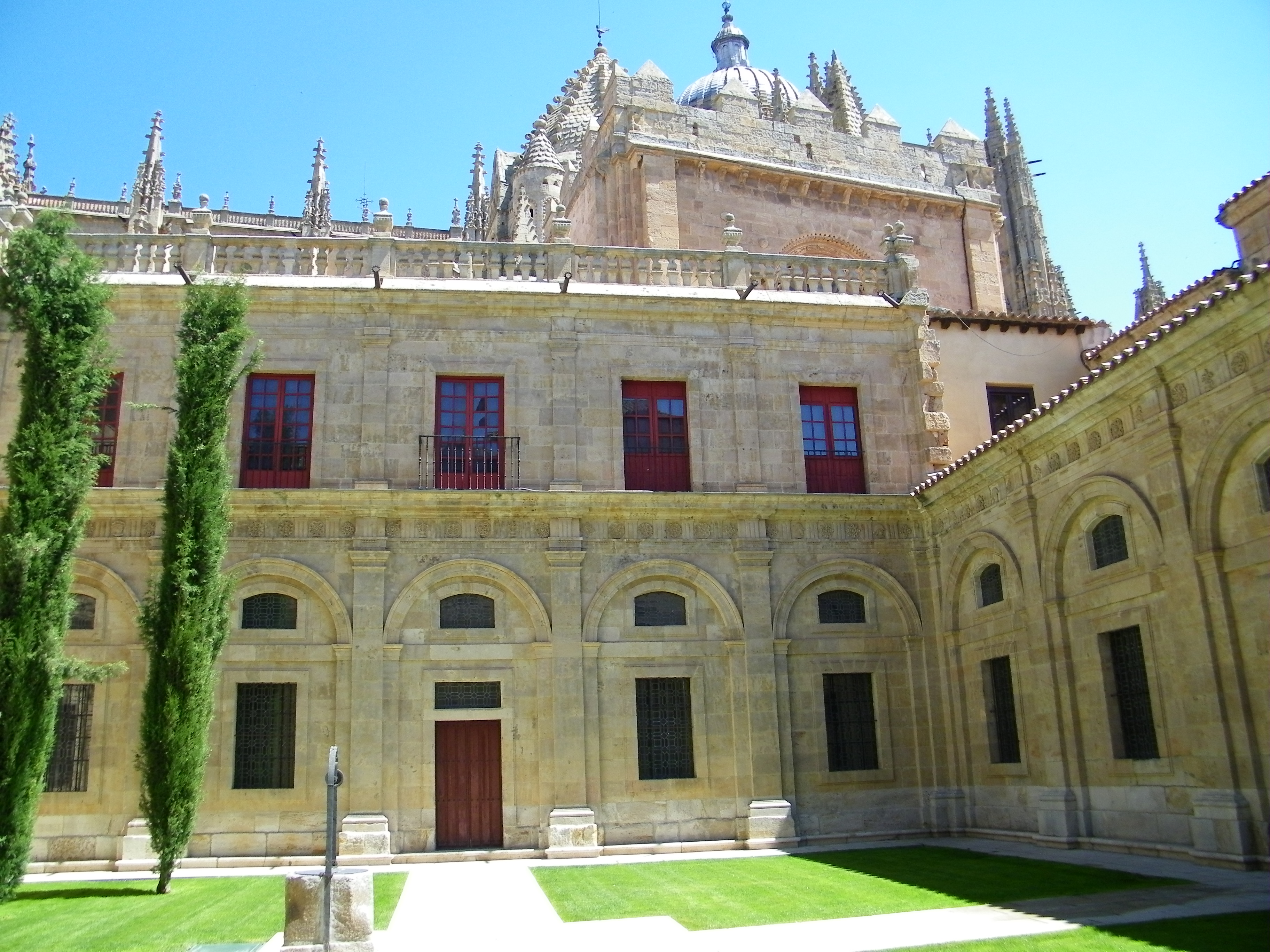
Claustre nou de la catedral antiga de Salamanca

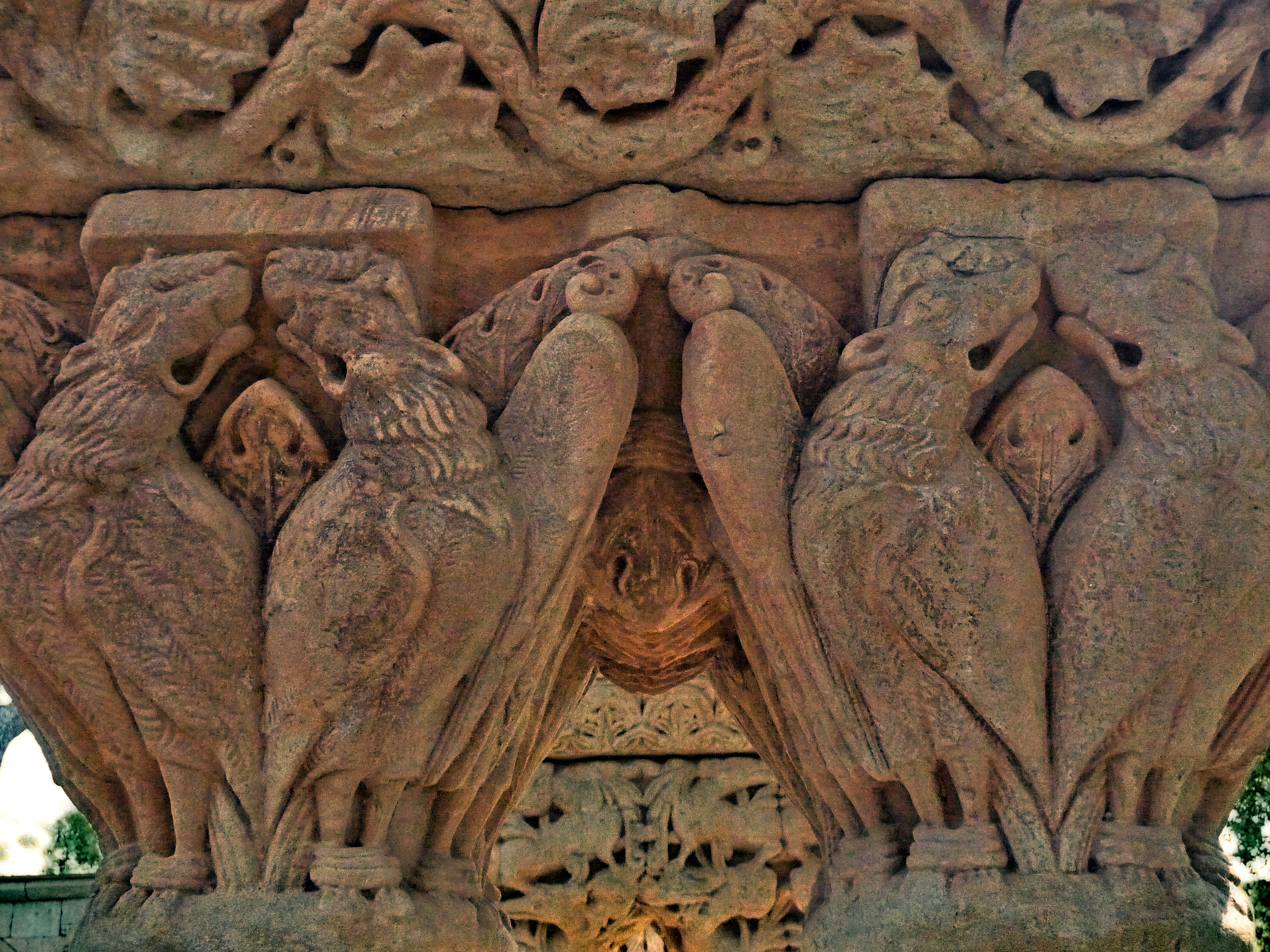
Detall d'un capitell del claustre

Diversos experts van apuntar que el claustre podria procedir de terres castellanes, tot i que l'informe de la Generalitat de Catalunya del 31 de juliol de 2012 afirma que no es tracta d'un claustre romànic, encara que diu que hi ha un cert nombre de peces artístiques i elements pròpiament romànics.
Gerardo Boto va postular el 2013 en un congrés d'experts a Lisboa que consistiria en el claustre de 1176 de la catedral antiga de Salamanca, desmuntat després del terratrèmol de Lisboa de 1755. Arran d'aquestes noves informacions, la Generalitat de Catalunya va encarregar-ne un nou informe, en què es va concloure que el claustre era una recreació del segle xx on s'incloïen algunes peces antigues. No obstant això, el novembre de 2013, Gerardo Boto va publicar un nou article en què presentava els resultats de la seva recerca per elaborar una cronologia i determinar l'origen d'aquest claustre. Boto i els seus col·laboradors afirmen disposar d'indicis prou sòlids per a considerar que el claustre és medieval i que certament podria correspondre al claustre antic de la catedral antiga de Salamanca.

### De Madrid a Palamós
De procedència incerta, el 1931 el claustre va ser adquirit per l'antiquari madrileny Ignacio Martínez Martínez, que el va muntar en els terrenys de la marquesa Agueda de Martorell, a l'actual districte de Ciutat Lineal, on gaudia de protecció per part d'un restaurador. El muntatge s'hauria acabat el 1943. Entre els anys 1931 i 1936, es va posar a la venda per cinc milions de pessetes, que van baixar a tres i mig després de 1939, amb la intenció de vendre'l a un ric estatunidenc. Martínez, suposadament ben relacionat amb la gent adinerada, conegué Arthur Byne, un fotògraf i dibuixant d'art que va vendre patrimoni als seus clients americans, sobretot a William Randolph Hearst, el comprador més gran d'antiguitats dels anys vint i trenta del segle xx, i a Addison Mizner. Tot i això, el claustre no es va vendre.
El 23 de juliol de 1958, es va subscriure finalment el contracte de compravenda per un milió de pessetes pel qual Hans Engelhorn, avantpassat de l'actual propietari, adquiria el conjunt arquitectònic, el qual va ser numerat, desmuntat i transportat l'any següent en camions des de Madrid a al lloc actual a Palamós. Segons el revers de les fotografies conservades a l'Arxiu Municipal de Palamós, les arcades es van muntar el febrer i abril de 1959 mitjançant un muntatge fidel a la tècnica del segle xii.
El 1966, els propietaris van fer una consulta sobre l'autenticitat de l'obra a Carmen Gómez-Moreno, especialista en gòtic italià del Metropolitan Museum of Art, que va dictaminar per carta, basant-se en material fotogràfic, que el claustre era una falsificació.

### Redescobriment

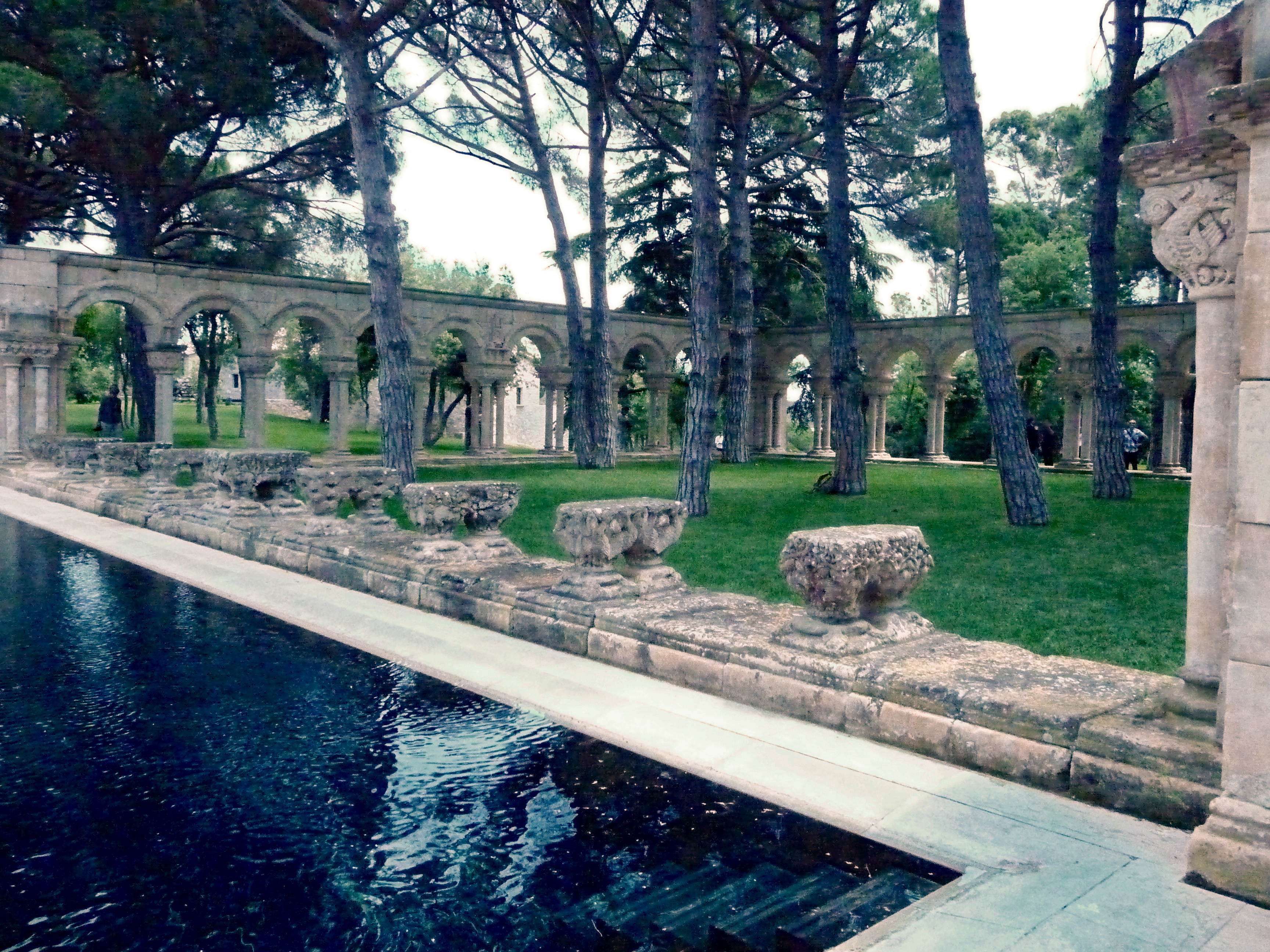
El claustre a la seva ubicació actual, vora una piscina d'una finca privada

Sense catalogació ni protecció, Gerardo Boto en va aprendre l'existència gràcies a la publicació d'un reportatge fotogràfic a l'edició francesa dels mesos de juliol i agost del 2010 de la revista de decoració AD, la qual hi havia una la fotografia del claustre a doble pàgina. Després d'estudiar la fotografia en alta resolució, el desembre del 2010 Boto va publicar un estudi en la revista Románico i, posteriorment, va anunciar-ho al simposi que duia per títol Art Fugitiu, organitzat pel grup EMAC d'investigació sobre el romànic i gòtic de la Universitat de Barcelona. L'investigador assegurà que va intentar accedir a la finca per estudiar l'obra, però mai no va obtenir el permís pertinent.
| «                                   | És una obra d'enorme magnitud històrica, la més gran troballa dels darrers anys en art romànic. | » |
| — Gerardo Boto (6 de juny del 2012) |                                                                                                 |   |

Amb aquest anunci, l'Associació d'Amics del Romànic va reclamar iniciar els tràmits perquè es pogués catalogar com a Bé patrimonial. El conseller de Cultura Ferran Mascarell va recomanar a l'Ajuntament de Palamós que catalogués l'obra com a bé cultural d'interès local. D'aquesta manera, l'agost de l'any següent es van iniciar els tràmits per protegir-la, que podrien culminar amb la consideració del claustre com a bé cultural d'interès nacional. L'inici d'aquest procés va comportar, automàticament, la protecció de tots els seus elements.
El desembre del 2015, es va fer públic que l'espai obriria les portes al públic el mes de gener del 2016 gràcies a un conveni signat entre la plataforma cultural Focus Engelhorn, impulsada pels amos de la finca, i l'Ajuntament de Palamós. L'acord va permetre a estudiants, especialistes i entitats sense ànim de lucre visitar de manera gratuïta i permanent el claustre i la torre de defensa de la masia, a més d'establir un calendari de visites de pagament per a turistes. Des del seu redescobriment fins llavors, només havien pogut veure el claustre els assistents d'actes privats, com bodes o la presentació d'un model de cotxe, o els participants d'una gala solidària contra la sida.

## Discussió sobre l'autenticitat
El 7 de juny del 2012, un arquitecte i dos arqueòlegs del Departament de Cultura de la Generalitat de Catalunya van poder estudiar el claustre per elaborar un informe i catalogar-lo, després de posar el cas en coneixement de la Fiscalia de Girona i haver presentat una sol·licitud al jutjat perquè es permeti l'accés al lloc. L'endemà també es va obrir l'accés a la finca per primer cop a mitjans de comunicació i a dos historiadors que van afirmar que l'obra era autèntica, tot i detectar «alguns elements de talla més moderna» que podrien haver estat afegits per donar-li forma i vendre'l millor, segons José María Pérez, divulgador del romànic castellà que hi va tenir accés.

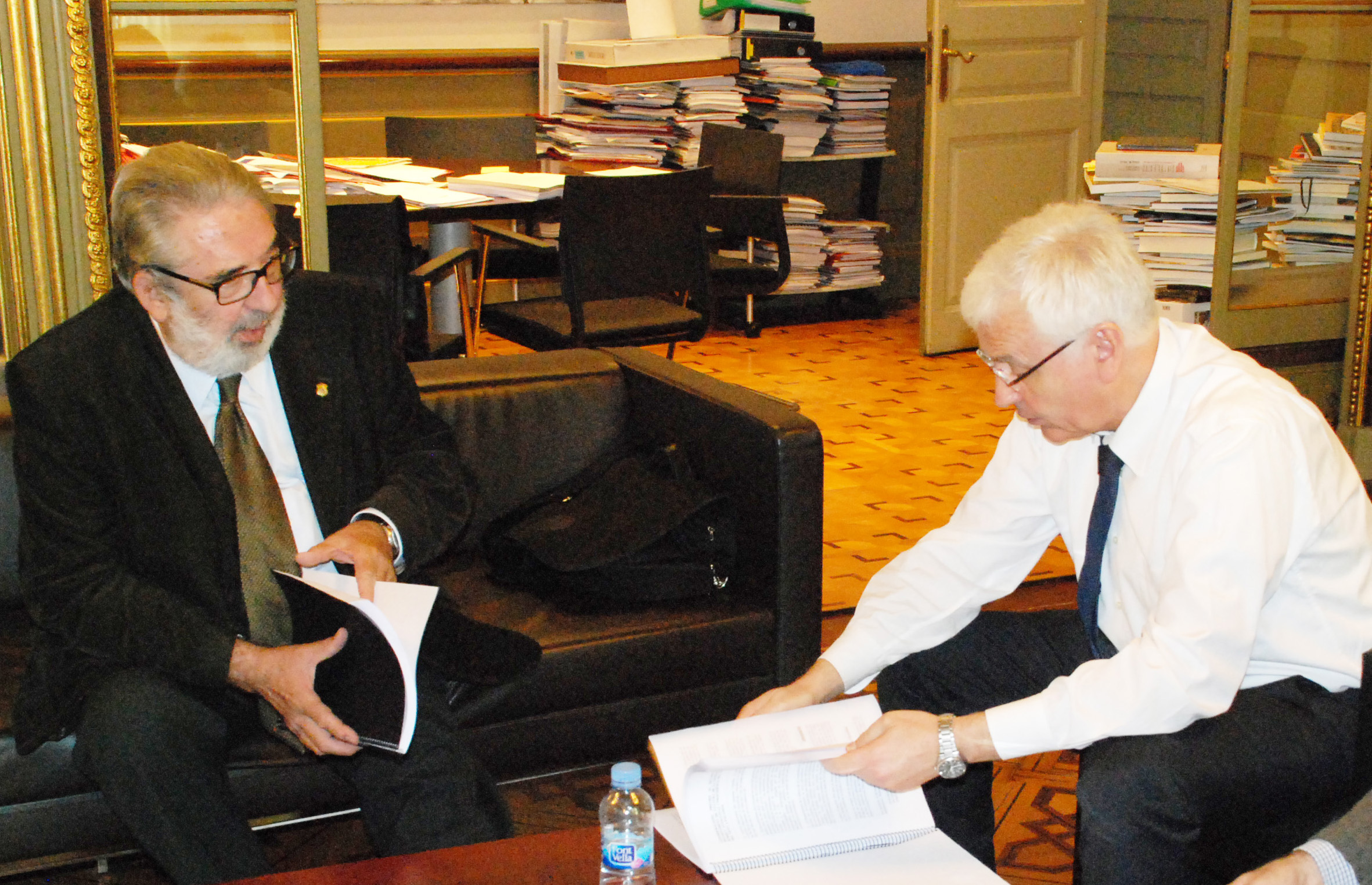
El conseller de Cultura Ferran Mascarell rep l'informe sobre el claustre de Palamós del catedràtic Eduard Carbonell

Un informe del Departament de Cultura de la Generalitat de Catalunya sobre l'autenticitat de data del 31 de juliol del 2012 va afirmar que «no es tracta d'un claustre romànic, sinó de la recreació historicista d'estil romànic pròpia de l'interès que despertava aquest estil arquitectònic durant els segles xix i xx», però també va precisar que «hi ha un cert nombre de peces artístiques i elements pròpiament romànics».
Tanmateix, el novembre del 2012, la restauradora Pilar Giráldez, membre de la comissió de la Generalitat de Catalunya, va assegurar que «les mostres no deixen dubtes de l'autenticitat i l'antiguitat de segles de les pedres» i el 20 de juny del 2013 Gerardo Boto va afirmar en un congrés d'experts al Museu Nacional d'Art Antic de Lisboa, que el claustre és una construcció autèntica del segle xii i el va relacionar amb el claustre del 1176 de la catedral antiga de Salamanca, desmuntat després del terratrèmol de Lisboa de 1755. Arran d'aquestes noves informacions, el conseller de Cultura de la Generalitat de Catalunya Ferran Mascarell va demanar un nou informe, que elaborà el catedràtic d'història de l'art Eduard Carbonell, director del Museu Nacional d'Art de Catalunya entre el 1994 i el 2005, i director general del Patrimoni Cultural de la Generalitat de Catalunya entre 1988 i 1994. Aquest informe, presentat el novembre del 2014, concloïa que el claustre era una recreació historicista executada al segle xx. Els defensors de l'autenticitat, Gerardo Boto i Màrius Vendrell, han rebatut aquest informe; tanmateix, després de l'aprovació del Consell Assessor del Patrimoni Cultural d'arxivar la protecció del claustre com a BCIN, s'ha deixat a càrrec de l'Ajuntament de Palamós la conservació del claustre.

## Mas del Vent

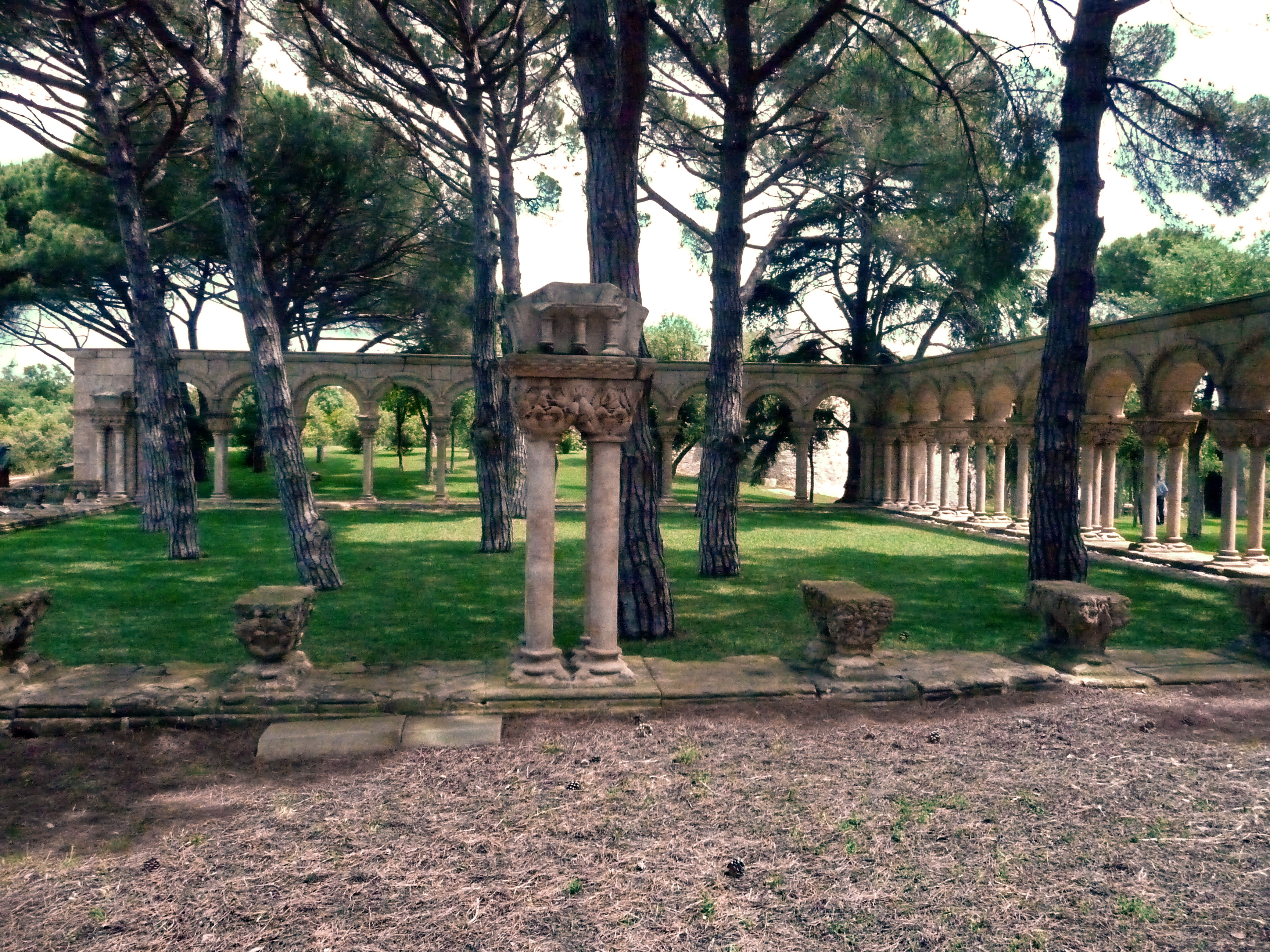
El claustre als jardins del mas del Vent

El claustre envolta la piscina del mas del Vent, reconvertit en una finca de luxe de 22 hectàrees gestionada per l'empresa Explotaciones Agrícolas y Forestales Brugarol, des de l'any 1953, quan va ser comprat al propietari doctor Soler Roig de Barcelona.
També conegut com a mas Brugarol i mas Crispí, el mas del Vent se situa al nucli de la Fosca de Palamós. Aquesta masia fortificada ha estat molt restaurada i conserva poc d'original. La torre, però, manté el seu caràcter malgrat la restauració. És una construcció de planta circular lleugerament atalussada. Consta de dues plantes i terrat separats per voltes esfèriques rebaixades de pedra. Té una gran espitllera horitzontal orientada cap a l'entrada del mas. Pel que fa al terrat, es troben diverses espitlleres de reduïdes dimensions.
La masia i la torre daten del segle xvi. La torre, construïda com a guaita contra la pirateria, té una porta amb la data de 1585 i segurament la casa és del mateix segle, tot i que altres fonts la situen al segle xviii. Aquest edifici està inclòs dins l'Inventari del Patrimoni Arquitectònic Català.